# Будинок Райніса та Аспазії
Будинок Райніса і Аспазії (латис. Raiņa un Aspazijas māja) — меморіальний музей найбільших латвійських літераторів подружжя Райніса (1865-1929) і Аспазії (1865-1943). Відкритий в 1988.
Музей розташований у двоповерховій дерев'яній будівлі в центрі Риги (вулиця Базніцас, будинок 30). Будинок був придбаний подружжям в 1924 і лише 15 вересня 1926 року вони оселилися там, в одній із квартир. Райніс проживав в цьому будинку до своєї смерті, Аспазія ж переїхала на нове місце навесні 1933 року.
У своєму спільному заповіті письменники вказали облаштувати в ньому музей, полишивши там усю свою бібліотеку та рукописи із вільним доступом до них мешканців Латвії.
Зберігся документальний фільм, 1920-х років, в якому можна побачити подружжя в їхній квартирі. 1993 році було проведено часткову реконструкцію меморіальної квартири. А загальні відновлювально-реставраційні роботи закінчилися в 2016 році, після яких було: оновлено фасад і саму двохповерхову будівлю, невеличку одноповерхову прибудову позаду дому та затишний дворик.